# حدأة أبيض الذيل
حدأة أبيض الذيل (الاسم العلمي: Elanus leucurus) هو نوع من فصيلة بازية.